# Novoiavorivsk
Novoiavorivsk (în ucraineană Новояворівськ) este un oraș raional din raionul Iavoriv, regiunea Liov, Ucraina. În afara localității principale, mai cuprinde și satele Kohutî și Steni.

## Demografie
Componența lingvistică a orașului Novoiavorivsk
     Ucraineană (97,92%)
     Rusă (1,88%)
     Alte limbi (0,11%)
Conform recensământului din 2001, majoritatea populației orașului Novoiavorivsk era vorbitoare de ucraineană (97,92%), existând în minoritate și vorbitori de rusă (1,88%).